# Nilsson Schmilsson
Nilsson Schmilsson es el séptimo álbum del cantautor estadounidense Harry Nilsson, lanzado por RCA Records en noviembre de 1971. Fue la obra de mayor éxito comercial de Nilsson, produciendo tres de sus canciones más conocidas, entre ellos el éxito número uno "Without You", escrito por Pete Ham y Tom Evans del grupo Badfinger. El álbum fue el primero de dos discos de Nilsson grabados en Londres y producido por Richard Perry.
"Jump into the Fire" y "Coconut", ambas escritas por Nilsson, también se convirtieron en éxitos. El álbum tuvo un buen desempeño en los premios Grammy, obteniendo una nominación al álbum del año, mientras que "Without You" ganó el Grammy a la Mejor Interpretación Vocal Pop Masculina. Nilsson Schmilsson ocupó el puesto 84 en el "Top 100 de álbumes de la década de 1970" de Pitchfork y el puesto 281 en la edición de 2020 de la lista "Los 500 mejores álbumes de todos los tiempos" de Rolling Stone.

## Lista de canciones
| Cara A |                        |          |  |
| N.º    | Título                 | Duración |  |
| 1.     | «Gotta Get Up»         | 2:24     |  |
| 2.     | «Driving Along»        | 2:02     |  |
| 3.     | «Early in the Morning» | 2:48     |  |
| 4.     | «The Moonbeam Song»    | 3:18     |  |
| 5.     | «Down»                 | 3:24     |  |

| Cara B |                           |          |  |
| N.º    | Título                    | Duración |  |
| 6.     | «Without You»             | 3:17     |  |
| 7.     | «Coconut»                 | 3:48     |  |
| 8.     | «Let the Good Times Roll» | 2:42     |  |
| 9.     | «Jump into the Fire»      | 6:54     |  |
| 10.    | «I'll Never Leave You»    | 4:11     |  |

| Pistas adicionales (edición de 2004) |                                                        |          |  |
| N.º                                  | Título                                                 | Duración |  |
| 11.                                  | «Si No Estás Tú» (Versión en español de "Without You") | 3:14     |  |
| 12.                                  | «How Can I Be Sure of You»                             | 3:04     |  |
| 13.                                  | «The Moonbeam Song» (Demo)                             | 3:30     |  |
| 14.                                  | «Lamaze»                                               | 1:44     |  |
| 15.                                  | «Old Forgotten Soldier» (Demo)                         | 2:41     |  |
| 16.                                  | «Gotta Get Up» (Demo)                                  | 2:25     |  |
| 17.                                  | «Entrevista con Richard Perry» (Pista oculta)          | 2:41     |  |

## Personal
Según los créditos en el LP de 1971:
- Harry Nilsson - voz; piano en 1, 5, 8, 10; Mellotron en 2, 4; órgano en 3; armónica en 8; piano eléctrico en 9
- Jim Gordon: batería en 1, 2, 5, 7, 9; percusión en 7, 9
- Klaus Voormann - bajo en 1, 5, 6, 8; guitarra rítmica en 2, 9; guitarra acústica en 4
- Chris Spedding - guitarra en 1, 5, 8, 9
- Herbie Flowers - bajo en 2, 4, 7, 9
- John Uribe - guitarra acústica en 2, 4, 6; guitarra solista en 2, 9

Personal adicional
- Henry Kerin - acordeón en 1
- Richard Perry - percusión en 1, Mellotron en 2
- Jim Price - trompeta en 1, 5; trombón en 1, 5; arreglos de bocina en 1, 5
- Jim Keltner - batería en 5, 6, 8
- Roger Coulam - órgano en 5
- Bobby Keys - saxofón en 5
- Gary Wright - piano en 6, órgano en 8
- Paul Buckmaster - arreglos de cuerdas  en 6
- Roger Pope - batería en 7
- Caleb Quaye - guitarra en 7
- Ian Duck - guitarra acústica en 7
- Jim Webb - piano en el 9
- George Tipton - arreglos de cuerdas en 10

Técnico
- Robin Geoffrey Cable - ingeniero
- Richie Schmitt - ingeniero
- Phil Brown - ingeniero adicional
- Acy Lehman - gráficos
- Dean Torrence - fotografía

## Listas
| Lista (1972)                   | Posición más alta |
| ------------------------------ | ----------------- |
| Australia (Kent Music Report)  | 2                 |
| Estados Unidos (Billboard 200) | 3                 |

Sencillo
| Año  | Sencillo             | Lista                        | Posición más alta |
| ---- | -------------------- | ---------------------------- | ----------------- |
| 1972 | "Coconut"            | Billboard Pop Singles        | 8                 |
| 1972 | "Jump Into the Fire" | Billboard Pop Singles        | 27                |
| 1972 | "Without You"        | Billboard Adult Contemporary | 1                 |
| 1972 | "Without You"        | Billboard Pop Singles        | 1                 |

## Certificaciones
| Organización | Disco | Fecha              |
| ------------ | ----- | ------------------ |
| RIAA         | Oro   | 3 de marzo de 1972 |